# Grignon (Côte-d'Or)
Pour les articles homonymes, voir Grignon.
Grignon est une commune française située dans le département de la Côte-d'Or, en région Bourgogne-Franche-Comté.

## Géographie

### Climat
Pour des articles plus généraux, voir Climat de la Bourgogne-Franche-Comté et Climat de la Côte-d'Or.
En 2010, le climat de la commune est de type climat océanique dégradé des plaines du Centre et du Nord, selon une étude du Centre national de la recherche scientifique s'appuyant sur une série de données couvrant la période 1971-2000. En 2020, Météo-France publie une typologie des climats de la France métropolitaine dans laquelle la commune est exposée à un climat océanique altéré et est dans la région climatique  Lorraine, plateau de Langres, Morvan, caractérisée par un hiver rude (1,5 °C), des vents modérés et des brouillards fréquents en automne et hiver. 
Pour la période 1971-2000, la température annuelle moyenne est de 10,2 °C, avec une amplitude thermique annuelle de 16,2 °C. Le cumul annuel moyen de précipitations est de 826 mm, avec 12,7 jours de précipitations en janvier et 7,9 jours en juillet. Pour la période 1991-2020, la température moyenne annuelle observée sur la station météorologique de Météo-France la plus proche, « Montbard_sapc », sur la commune de Montbard à 9 km à vol d'oiseau, est de 11,4 °C et le cumul annuel moyen de précipitations est de 853,5 mm,. Pour l'avenir, les paramètres climatiques de la commune estimés pour 2050 selon différents scénarios d'émission de gaz à effet de serre sont consultables sur un site dédié publié par Météo-France en novembre 2022.

## Urbanisme

### Typologie
Au 1er janvier 2024, Grignon est catégorisée commune rurale à habitat dispersé, selon la nouvelle grille communale de densité à 7 niveaux définie par l'Insee en 2022.
Elle est située hors unité urbaine. Par ailleurs la commune fait partie de l'aire d'attraction de Venarey-les-Laumes, dont elle est une commune de la couronne,. Cette aire, qui regroupe 10 communes, est catégorisée dans les aires de moins de 50 000 habitants,.

### Occupation des sols
L'occupation des sols de la commune, telle qu'elle ressort de la base de données européenne d’occupation biophysique des sols Corine Land Cover (CLC), est marquée par l'importance des territoires agricoles (87,4 % en 2018), en diminution par rapport à 1990 (89,6 %). La répartition détaillée en 2018 est la suivante : 
terres arables (44,6 %), prairies (34,1 %), forêts (10,4 %), zones agricoles hétérogènes (8,6 %), zones urbanisées (2,2 %). L'évolution de l’occupation des sols de la commune et de ses infrastructures peut être observée sur les différentes représentations cartographiques du territoire : la carte de Cassini (XVIIIe siècle), la carte d'état-major (1820-1866) et les cartes ou photos aériennes de l'IGN pour la période actuelle (1950 à aujourd'hui).

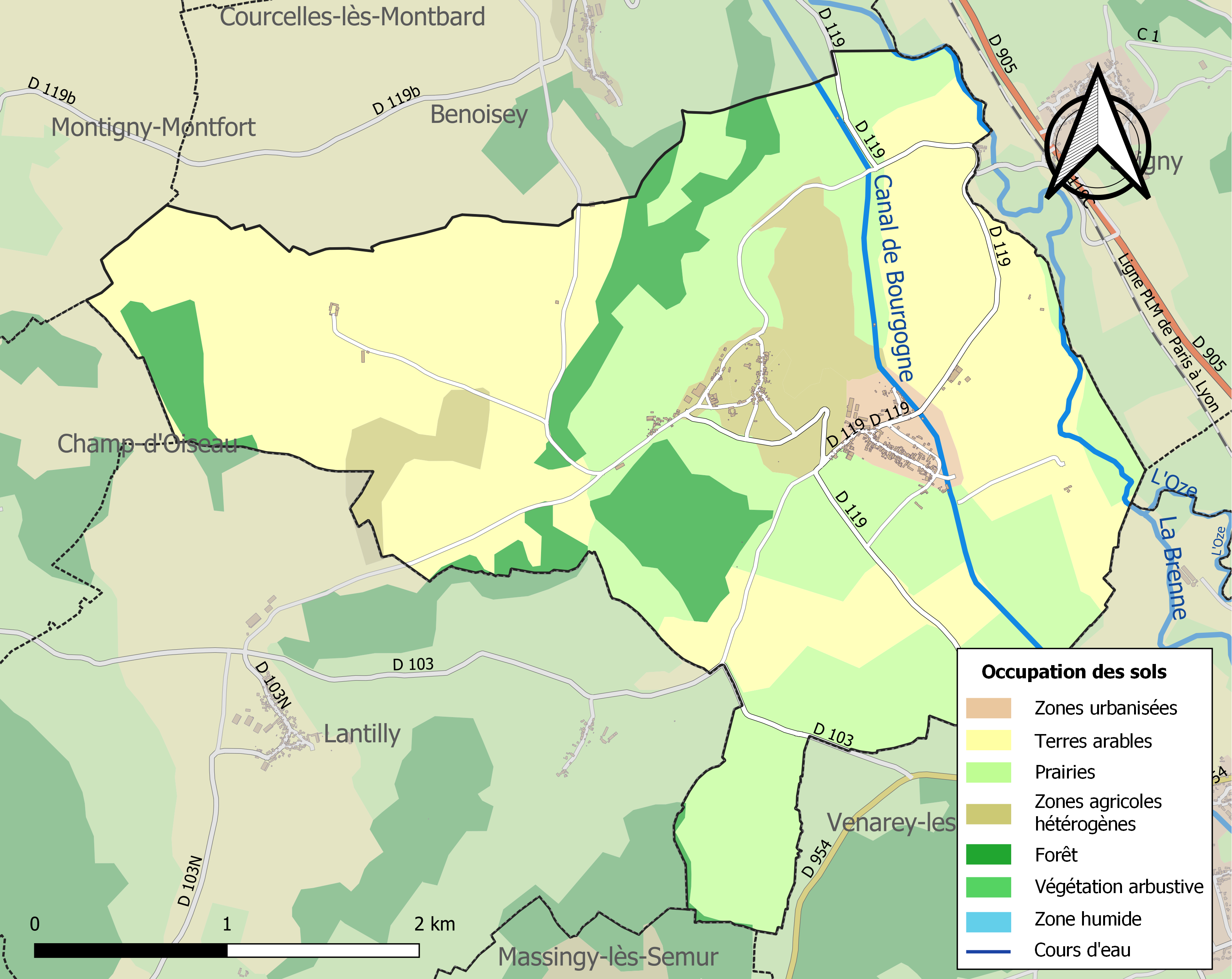
Carte des infrastructures et de l'occupation des sols de la commune en 2018 (CLC).

## Politique et administration
| Période                                  | Période | Identité          | Étiquette | Qualité |
| ---------------------------------------- | ------- | ----------------- | --------- | ------- |
| mars 2001                                |         | M. Bernard Hanson | DVD       |         |
| Les données manquantes sont à compléter. |         |                   |           |         |

## Démographie
L'évolution du nombre d'habitants est connue à travers les recensements de la population effectués dans la commune depuis 1793. Pour les communes de moins de 10 000 habitants, une enquête de recensement portant sur toute la population est réalisée tous les cinq ans, les populations de référence des années intermédiaires étant quant à elles estimées par interpolation ou extrapolation. Pour la commune, le premier recensement exhaustif entrant dans le cadre du nouveau dispositif a été réalisé en 2007.

En 2022, la commune comptait 191 habitants, en évolution de −13,57 % par rapport à 2016 (Côte-d'Or : +0,82 %, France hors Mayotte : +2,11 %).
| 1793 | 1800 | 1806 | 1821 | 1831 | 1836 | 1841 | 1846 | 1851 |
| ---- | ---- | ---- | ---- | ---- | ---- | ---- | ---- | ---- |
| 521  | 565  | 558  | 584  | 584  | 510  | 480  | 473  | 493  |

| 1856 | 1861 | 1866 | 1872 | 1876 | 1881 | 1886 | 1891 | 1896 |
| ---- | ---- | ---- | ---- | ---- | ---- | ---- | ---- | ---- |
| 471  | 480  | 505  | 499  | 455  | 439  | 457  | 467  | 429  |

| 1901 | 1906 | 1911 | 1921 | 1926 | 1931 | 1936 | 1946 | 1954 |
| ---- | ---- | ---- | ---- | ---- | ---- | ---- | ---- | ---- |
| 422  | 405  | 415  | 362  | 381  | 345  | 349  | 334  | 399  |

| 1962 | 1968 | 1975 | 1982 | 1990 | 1999 | 2006 | 2007 | 2012 |
| ---- | ---- | ---- | ---- | ---- | ---- | ---- | ---- | ---- |
| 358  | 334  | 281  | 267  | 244  | 246  | 222  | 218  | 245  |

| 2017 | 2022 | - | - | - | - | - | - | - |
| ---- | ---- | - | - | - | - | - | - | - |
| 207  | 191  | - | - | - | - | - | - | - |

## Culture locale et patrimoine

### Lieux et monuments
- Château de Grignon, inscrit monument historique[16].
- Château d'Orain.
- Calvaire du bourg, inscrit monument historique[17].
- Église Saint-Jean-l'Évangéliste, inscrite monument historique[18].
- Monument aux morts sculpté par Jean Dampt, classé monument historique[19].

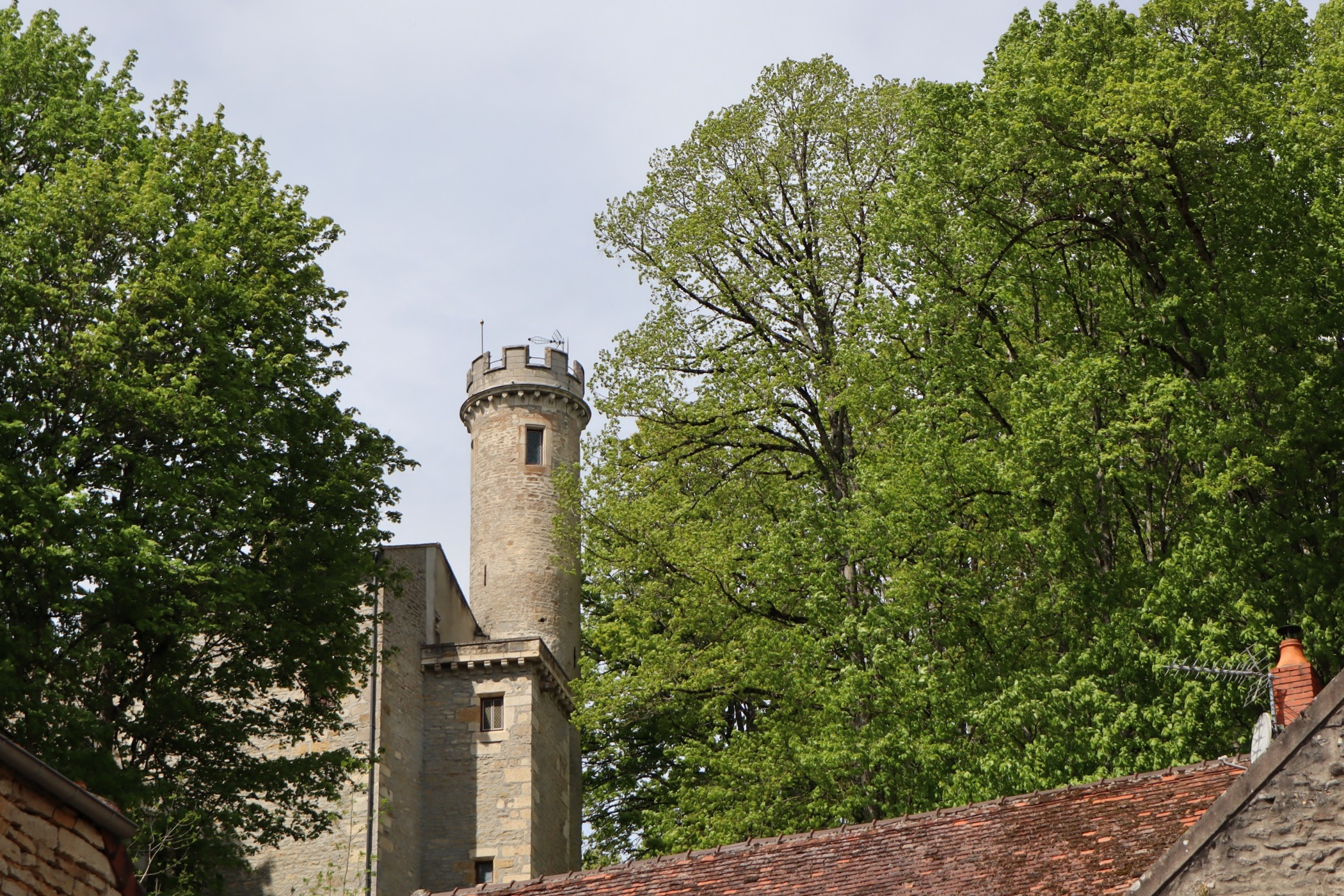
Château de Grignon.
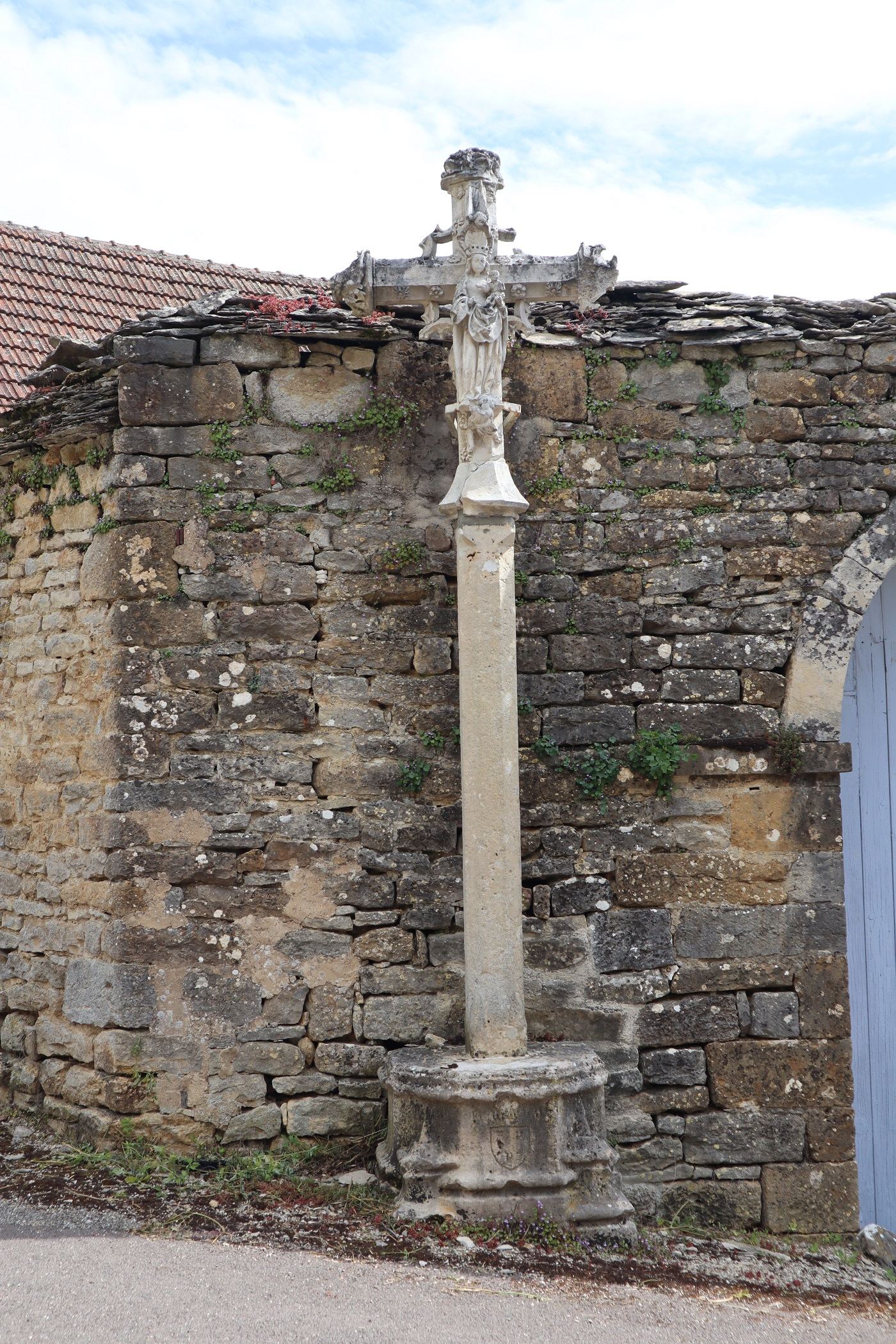
Calvaire du bourg.
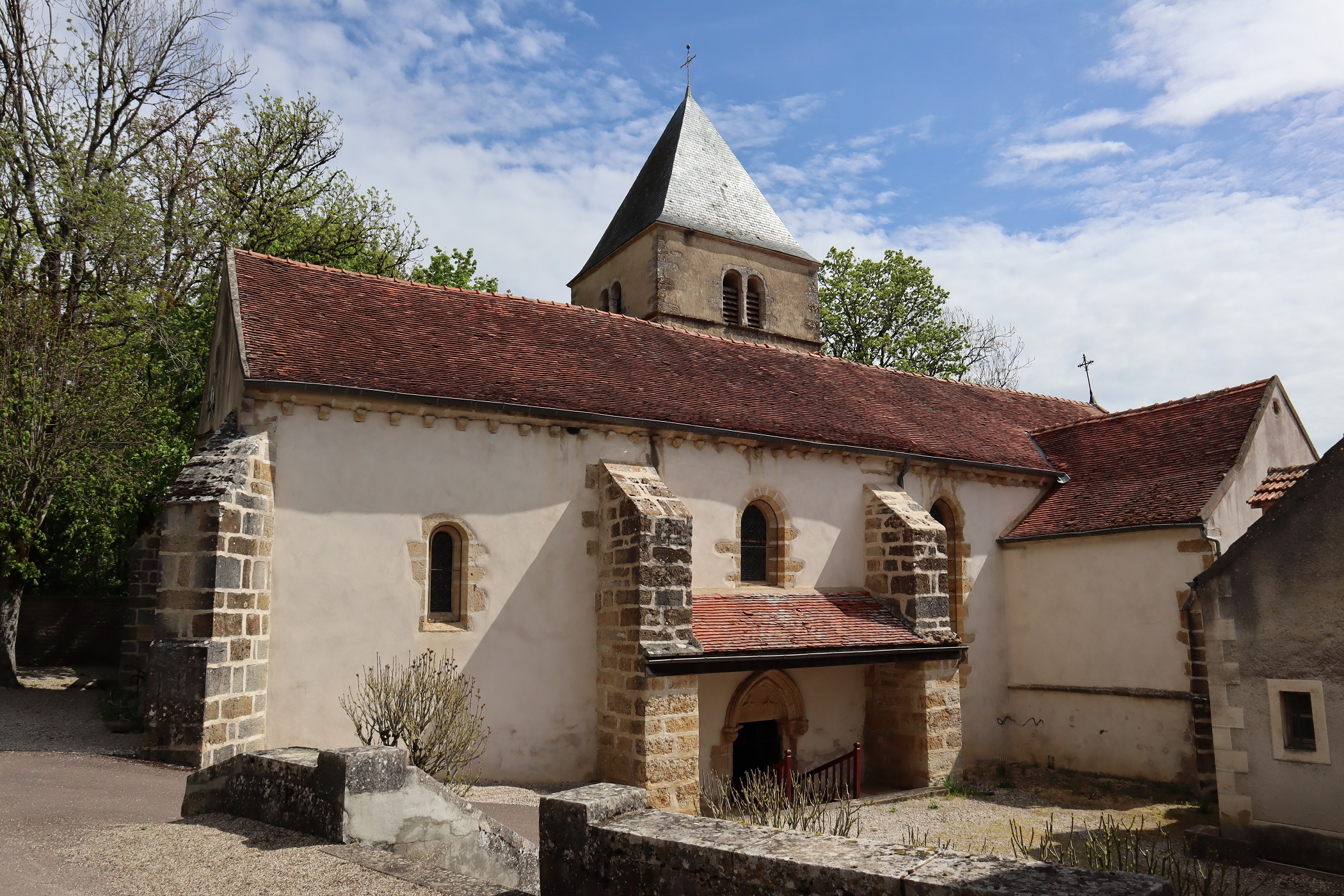
Église paroissiale.
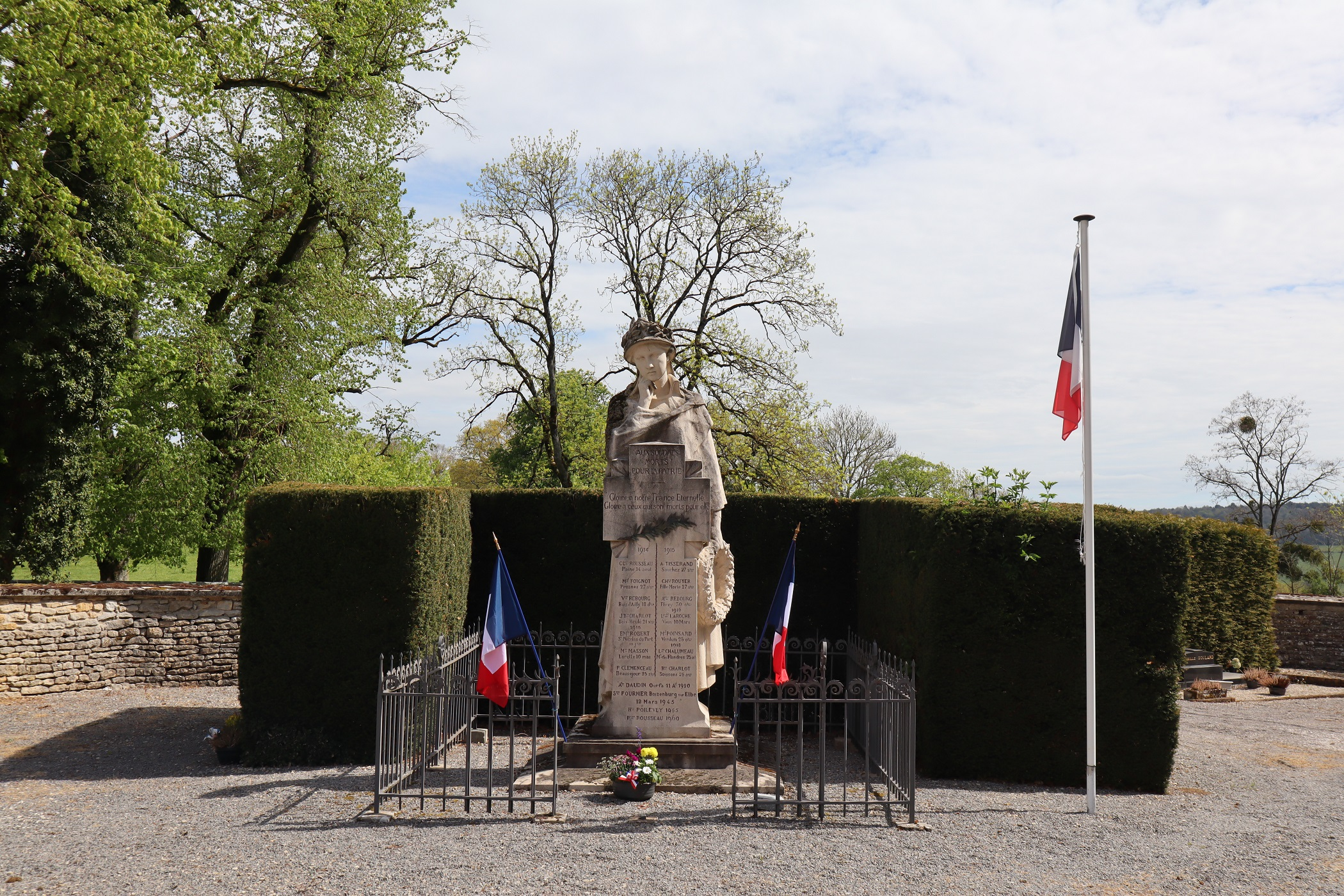
Monument aux morts.

### Personnalités liées à la commune

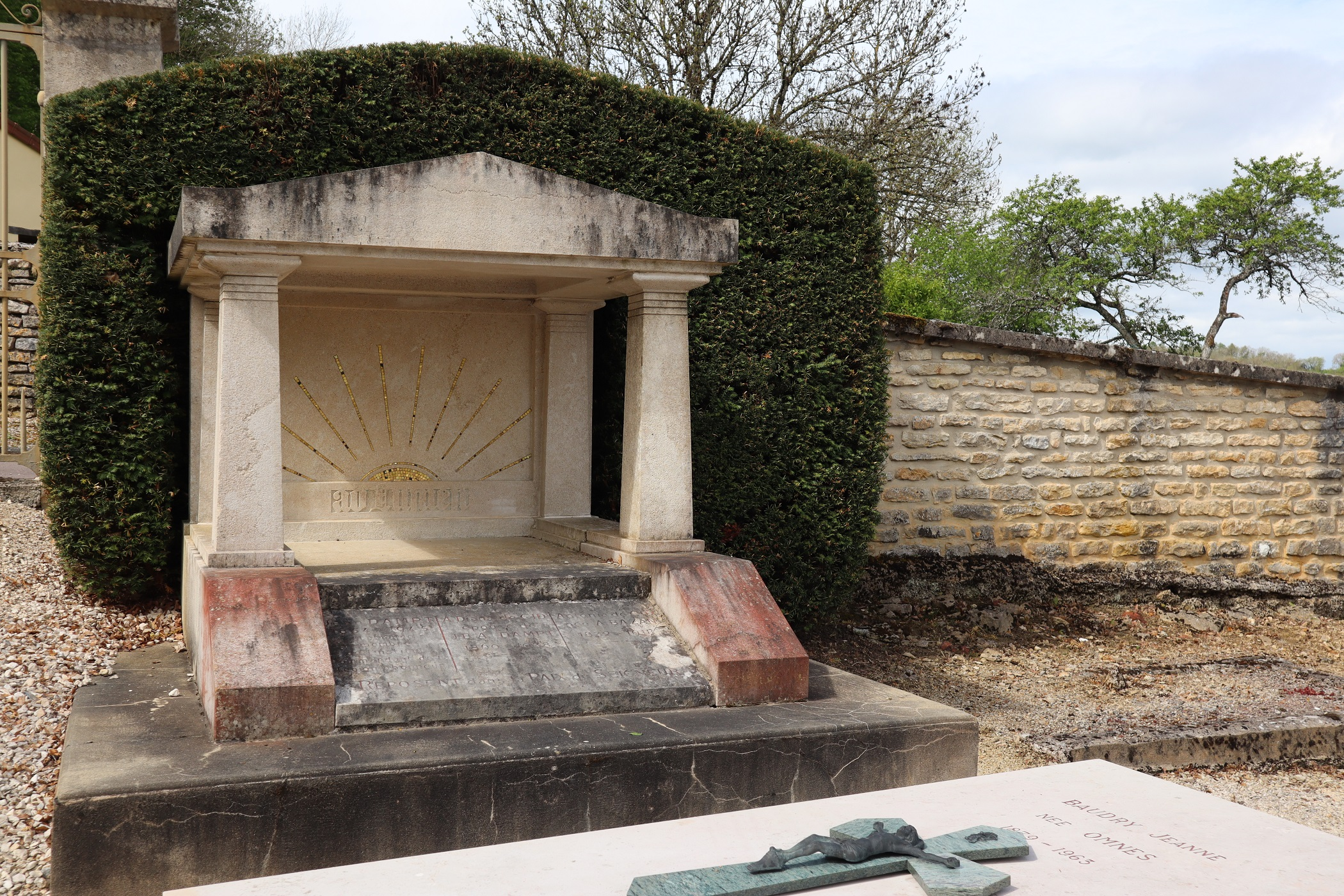
Tombe de Jean Dampt.

- Pierre Emery, né en 1764 à Grignon, volontaire en 1791. Il fait les campagnes depuis cette période jusqu'en 1811 en se distinguant en Égypte. Il sert à la Grande Armée de 1805 à 1807 puis en Espagne. Officier de la Légion d'honneur.
- Jean Dampt, sculpteur, enterré au cimetière communal.

### Héraldique
| Blason de Grignon | Blason  | Écartelé : au 1er de sinople à deux épis de blé d'or empoignés et posés en bande, au 2e de sable à la crosse d'or, contournée et posée en barre, au 3e de gueules au four de tuilerie d'or avec sa haute cheminée du même et ouvert du champ, au 4e de sinople au rencontre de bœuf d'or. |
| Blason de Grignon | Détails | Adopté par la municipalité. |